# Station Joncet
Station Joncet is een spoorwegstation in de Franse gemeente Serdinya op het traject van de spoorlijn Villefranche-Vernet-les-Bains - Latour-de-Carol (in de volksmond de 'Gele trein').